# Meistaraflokkur (1941)
Sezon 1941 był 30. sezonem o mistrzostwo Islandii. Drużyna Valur nie obroniła tytułu mistrzowskiego, zdobyła go natomiast drużyna KR, zdobywając w czterech meczach siedem punktów. Ze względu na brak systemu ligowego żaden zespół nie spadł ani nie awansował po sezonie.

## Drużyny
Po sezonie 1940 do czterech drużyn po ośmioletniej nieobecności dołączył zespół KA Akureyri, żaden zespół natomiast nie zrezygnował z udziału w lidze, w wyniku czego w sezonie 1941 w rozgrywkach Meistaraflokkur wzięło udział pięć zespołów.
| Uczestnicy poprzedniej edycji                                                                                 | Uczestnicy poprzedniej edycji | Uczestnicy poprzedniej edycji | Uczestnicy poprzedniej edycji |
| --- | ----------------------------- | ----------------------------- | ----------------------------- |
| VAL | Valur                         | 1                             |                               |
| VÍR | Víkingur Reykjavík            | 2                             |                               |
| KRE | KR                            | 3                             |                               |
| FRA | Fram                          | 4                             |                               |
| Dołączenie w sezonie 1941                                                                                     |                               |                               |                               |
| KA | KA Akureyri                   |                               |                               |
| Oznaczenia: - kolumna pierwsza – skróty nazw drużyn, - kolumna trzecia – miejsce zajęte w poprzednim sezonie. |                               |                               |                               |

## Tabela
| Lp. | Drużyna            | M | Z | R | P | Bramki | Bramki | +/– | Pkt |
| --- | ------------------ | - | - | - | - | ------ | ------ | --- | --- |
| 1   | KR (M)             | 4 | 3 | 1 | 0 | 11     | 5      | +6  | 7   |
| 2   | Valur              | 4 | 2 | 2 | 0 | 14     | 3      | +11 | 6   |
| 3   | Víkingur Reykjavík | 4 | 1 | 1 | 2 | 5      | 5      | 0   | 3   |
| 3   | Fram               | 4 | 1 | 1 | 2 | 6      | 12     | −6  | 3   |
| 5   | KA Akureyri        | 4 | 0 | 1 | 3 | 6      | 17     | −11 | 1   |

## Wyniki
| Gospodarz \ Gość   | FRA | ÍBA | KRE | VAL | VÍR |
| Fram               |     | 2:2 |     | 0:5 |     |
| ÍBA Akureyri       |     |     | 1:3 |     | 1:4 |
| KR                 | 5:2 |     |     | 1:1 |     |
| Valur              |     | 8:2 |     |     | 0:0 |
| Víkingur Reykjavík | 0:2 |     | 1:2 |     |     |

Źródło: Knattspyrnusamband Íslands (isl.)
Objaśnienia:
1Drużyna gospodarzy jest wymieniona po lewej stronie tabeli.
Kolory: zielony – zwycięstwo gospodarzy, żółty – remis, różowy – zwycięstwo gości.